# Троцькі-Сенютовичі
Троцькі-Сенютовичі (пол. Trocki-Sieniutowicz, рос. Троцкие-Сенютовичи) — дворянський рід. Відгалуження козацько-старшинського та дворянського роду Троцьких.

## Походження
Нащадки підполковника і головного командира Лебединської інвалідної команди Григорія Петровича Троцького, який одружився з донькою чернігівського полкового судді Катериною Тимофіївною Сенютою, заснувавши гілку Троцьких-Сенютовичів.
Рід внесено до 2-ї та 3-ї частин Родовідних книг Чернігівської та Воронезької губерній.

## Опис герба
У червоному полі прапор з кавалерським хрестом (Ср. Сенюта).
Щит увінчаний дворянськими шоломом і короною. Нашоломник: три страусові пера. Намет на щиті червоний, підкладений сріблом.

## Представники роду
- Троцький-Сенютович, Віктор Вікторович (1868 —?) — генерал РІА[1].